# Agrippina (krater)
Agrippina är en nedslagskrater med en diameter på ungefär 38 kilometer, på planeten Venus. Agrippina har fått sitt namn efter Agrippina den äldre.